# Пивоваров Іван Никифорович
Іван Никифорович Пивоваров (17 січня 1892, місто Ростов-на-Дону, тепер Російська Федерація — розстріляний 14 вересня 1937, місто Москва, тепер Російська Федерація) — радянський діяч, голова виконавчого комітету Північно-Кавказької крайової ради. Член ЦВК СРСР. Член Центральної ревізійної комісії ВКП(б) у 1930—1934 роках.

## Життєпис
Народився в родині робітника. Закінчив початкову школу.
Член РКП(б) з 1918 року.
Перебував на відповідальній радянській роботі.
У 1924 (до червня) — голова виконавчого комітету Ставропольської губернської ради.
2 червня 1924 — 1928 року — голова виконавчого комітету Ставропольської окружної ради.
У 1928—1929 роках — відповідальний секретар Армавірського окружного комітету ВКП(б).
У 1929 — листопаді 1932 року — голова виконавчого комітету Північно-Кавказької крайової ради в місті Ростові-на-Дону.
З квітня по жовтень 1933 року працював у Центральній державній комісії з визначення врожайності і розмірів валового збору зернових культур при РНК СРСР.
З 1933 по січень 1934 року — уповноважений Центральної державної комісії з визначення врожайності і розмірів валового збору зернових культур при РНК СРСР по Нижньо-Волзькому краю.
У січні — жовтні 1934 року — 1-й секретар Північно-Донського окружного комітету ВКП(б).
У жовтні 1934 — квітні 1937 року — голова виконавчого комітету Північно-Кавказької (з березня 1937 року — Орджонікідзевської) крайової ради в місті П'ятигорську.
9 квітня 1937 року заарештований органами НКВС. Засуджений Воєнною колегією Верховного суду СРСР 14 вересня 1937 року до страти, розстріляний того ж дня. Похований на Донському цвинтарі Москви.
12 грудня 1956 року реабілітований, посмертно поновлений у партії.

## Нагороди
- орден Леніна (20.12.1935)